# 2018年南北首脳会談
2018年南北首脳会談（2018ねんなんぼくしゅのうかいだん）は、2018年4月27日に板門店で開催された、朝鮮民主主義人民共和国（北朝鮮）の国務委員会委員長（朝鮮労働党委員長）・金正恩と大韓民国（韓国）の大統領・文在寅の両者により行われた首脳会談（2000年の金大中大統領と金正日総書記、2007年の盧武鉉大統領と金正日総書記に続く11年ぶり通算3回目の南北首脳会談）である。板門店宣言と題する共同宣言を発表した。

## 経緯
2018年3月5日に韓国大統領文在寅の特使である鄭義溶国家安全保障室長が訪朝して、北朝鮮最高指導者の金正恩と会談した。その会談において4月末に南北朝鮮軍事境界線に位置する板門店の韓国側施設『平和の家』に於いて南北首脳会談が行われることが合意された。ついで3月29日の板門店の北朝鮮側施設「統一閣」における南北閣僚級会談により南北首脳会談の日付が4月27日に決定した。

## 首脳会談当日
2018年4月27日午前9時27分頃（KST）、板門店の北朝鮮側施設「板門閣」から姿を見せた金正恩は、先に到着して待っていた韓国大統領文在寅と軍事境界線越しに握手した。金正恩が「本当に感動的だ」と語ると文在寅は「金委員長の英断だった」と応じた。文が「こちらに立ちますか」と声をかけると金正恩は軍事境界線を越境して韓国側に入った。1945年に朝鮮半島が南北に分断されて以後、北朝鮮の最高指導者が韓国の領内に入国するのはこれが初めてであった。文が「私はいつ越えられるか」と述べると金は「今越えますか？」と誘い、2人は手をつないで軍事境界線を越えて北朝鮮側に足を踏み入れた。

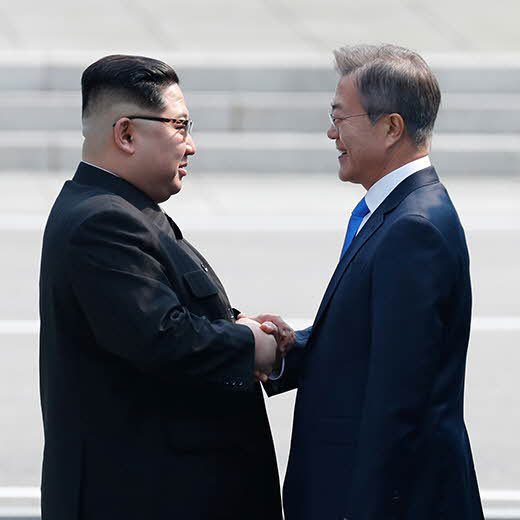
2人で軍事境界線を越えて北朝鮮側に入った際の握手の写真

その後2人は朝鮮の伝統衣装を来た儀仗隊に囲まれながら韓国側施設「平和の家」まで敷かれた赤いカーペットの上を歩いて「平和の家」の前での歓迎式典に臨んだ。そこで2人は韓国軍の儀仗兵の敬礼を受けたが、敵国である北朝鮮の最高指導者に韓国軍が敬礼を捧げるのはこれが初めてのことだった。しかしこの儀仗兵の式典中、金は敬礼を返さなかった。文の方もこの直前に北朝鮮側随行員たちと挨拶を交わした際、軍服姿の李明秀朝鮮人民軍総参謀長と朴永植人民武力部長から敬礼を受けたものの、敬礼を返さなかった。
「平和の家」に入ると金は芳名帳に署名。「新たな歴史が今始まる」と書いている
「平和の家」での本会談では、朝鮮半島の緊張緩和及び非核化へ向けた話し合い、南北朝鮮関係の改善などが議題となった。午前と午後の2回に亘る会談のあと、金正恩と文在寅は『南北は完全な非核化を通して、核なき朝鮮半島を実現する』といった文言を盛り込んだ板門店宣言と題する南北共同宣言に署名した。「核のない朝鮮半島の実現という共同目標」を確認するとともに朝鮮戦争の終戦と平和協定の締結を目指して恒久的な平和構築に向けた南・北・米3者、または南・北・米・中4者会談の開催を積極的に推進すること、さらに軍事境界線一帯での敵対行為を中止して非武装地帯（DMZ）を実質的な「平和地帯」とすることなどが盛り込まれた。ただ非核化についての具体的な手法や時期の明記はなかった。
板門店宣言の共同発表において文在寅は「朝鮮半島でこれ以上の戦争は起きない」と宣言し、過去の合意が守られなかったことを念頭に「我々は後戻りしない」と述べた。金正恩も「歴代の合意のような残念な歴史が繰り返されないようにする」と宣言した。

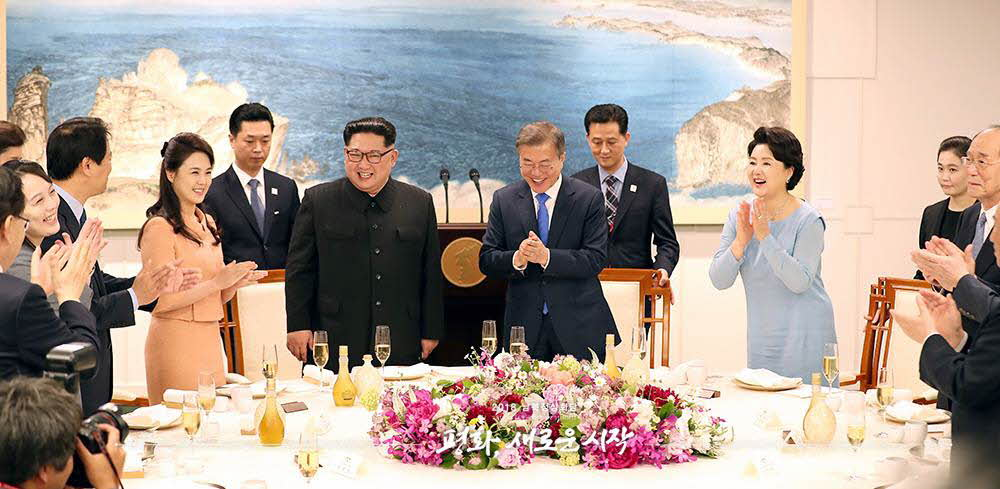
晩餐会。中央の4人左から李雪主、金正恩、文在寅、金正淑

夜の晩餐会には金正恩夫人の李雪主も参加し、文在寅やその大統領夫人金正淑の出迎えを受けた。晩餐会では南北の伝統楽器の演奏、韓国の小学生の独唱、北朝鮮の三池淵管弦楽団の一部メンバーによる演奏・歌唱やマジックショーが催された。出されたメニューも平壌名物の冷麺など南北融和を意識したものが多かった。デザートには独島（島根県竹島の韓国呼称）を含めた朝鮮半島の統一旗を描いたチョコレートが乗るマンゴームースが出されているが、このデザートについては事前に金杉憲治外務省アジア大洋州局長が抗議していた。